# مشروع شيخوخة الكلب
مشروع شيخوخة الكلب (بالإنجليزية: Dog Aging Project)‏ هو دراسة بيولوجية طويلة الأمد للشيخوخة في الكلاب، تتمركز في جامعة واشنطن. الأستاذان دانيال بروميسلو ومات كايبرلين هما مديران مشاركان للمشروع. بالتعاون مع كبير الأطباء البيطريين الدكتورة كيت كريفي، يركز المشروع بشكل أساسي على البحث لفهم شيخوخة الكلاب من خلال جمع البيانات الضخمة وتحليلها. بالإضافة إلى ذلك، هناك مكون صغير من المشروع يستكشف استخدام الأدوية لزيادة احتمال حياة الكلاب. يحتوي المشروع على آثار لتحسين فترات حياة البشر وهو مثال لعلم دراسة الشيخوخة.
يقوم المشروع بإشراك الجمهور في تسجيل كلابهم في الدراسات ، وبالتالي فإن المشروع هو مثال لعلم الجميع. ستشارك غالبية الكلاب في دراسة طويلة لـ 10000 كلب على مدى 10 سنوات تجرى في جميع أنحاء الولايات المتحدة. تتم متابعة الكلاب الفردية طوال فترة حياتها لفهم العوامل البيولوجية والبيئية التي تؤثر على طول عمر الكلب. سيتم تسجيل مجموعة فرعية صغيرة من تلك الكلاب (حوالي 500) في تجربة عمياء لدراسة دواء وهمي خاضع للسيطرة (سيروليموس)، والتي أظهرت علامات على إطالة العمر في أنواع مثل الفئران.
مشروع الشيخوخة الكلب هو مبادرة علمية مفتوحة. التزم المحققون بنشر جميع البيانات البحثية المجهولة إلى الملك العام. يشبه جزء الدراسة الطولية في مشروع شيخوخة الكلب بعض التشابه مع دراسة مدى الحياة للمسترد الذهبي لمؤسسة مؤسسة موريس للحيوانات على الرغم من تنوع النمط الظاهري الأكبر بكثير.يشترك المشروع بأكمله أيضًا في أوجه التشابه التشغيلية مع سفينة داروين ، وهي مبادرة علمية للمواطنين من الحيوانات المرافقة مع تركيز أكثر تحديدًا على علم الوراثة. تتم إدارة كل المبادرات لضمان إمكانية دمج البيانات في مجموعة بيانات رئيسية قوية.